# Nikola Mitrović
Nikola Mitrović (ur. 2 stycznia 1987 w Kruševacu) – serbski piłkarz grający na pozycji defensywnego lub środkowego pomocnika w węgierskim klubie Budapest Honvéd. Jednokrotny reprezentant Serbii.

## Kariera klubowa
Jest wychowankiem Napredaku Kruševac. W swojej karierze występował w nim w sumie czterokrotnie: w latach 2005–2007, 2008, 2010 oraz 2017–2018. W 2007 roku został piłkarzem Partizana Belgrad. Wraz z tym klubem w sezonie 2007/2008 świętował zdobycie mistrzostwa kraju. W 2008 roku powrócił do Napredaku na zasadzie wypożyczenia. 1 stycznia 2009 został piłkarzem rosyjskiej Wołgi Niżny Nowogród. Kwota transferu wyniosła około 180 tysięcy euro. W barwach tego klubu rozegrał 20 meczów ligowych, w których zdobył dwa gole. W styczniu 2010 roku ponownie został piłkarzem Napredaku, w którym pozostał przez pół roku. W latach 2010–2013 był zawodnikiem węgierskich klubów: w sezonie 2010/2011 Újpestu FC, a następnie Videotonu FC. W sumie w rozgrywkach Nemzeti Bajnokság I zagrał w 84 meczach i zdobył 8 bramek. Po sezonie 2012/2013 odszedł na zasadzie wolnego transferu do izraelskiego Maccabi Tel Awiw, z którym w sezonie 2014/2015 został mistrzem Izraela. W sumie występy w rozgrywkach Ligat ha’Al zakończył z bilansem 81 meczów/4 gole. Od 15 stycznia do 4 września 2016 grał w chińskim Shanghai Shenxin. Powrócił do Izraela jako gracz Bene Jehuda Tel Awiw, by następnie zostać zawodnikiem cypryjskiego Anorthosisu Famagusta. Od 1 lipca do 11 września 2017 pozostawał bez klubu. Następnie był przez parę miesięcy piłkarzem Napredaku. 8 stycznia 2018 odszedł do Wisły Kraków. W Ekstraklasie zadebiutował 10 lutego 2018 w meczu przeciwko Lechii Gdańsk. Zagrał w nim przez pełne 90 minut. W barwach krakowskiego klubu rozegrał 15 spotkań. Po zakończeniu sezonu 2017/2018 odszedł z Wisły. 9 sierpnia 2018 podpisał kontrakt z Keşlə Baku.

## Kariera reprezentacyjna
W reprezentacji Serbii zadebiutował 7 kwietnia 2010 w wygranym 3:0 towarzyskim meczu z Japonią. Na boisko wszedł w 69. minucie spotkania, zmieniając Ljubomira Fejsę. Był to jego jedyny mecz w kadrze narodowej.